# HD216831
HD216831 — подвійна зоря. 
Ця подвійна система має видиму зоряну величину в смузі V приблизно 5,7.
Вона розташована на відстані близько 836,3 світлових років від Сонця.

## Подвійна зоря
Головна зоря цієї системи належить до хімічно пекулярних зір й має спектральний клас B8.
В той же час спектральний клас іншої компоненти залишається  ще не визначеним.

## Пекулярний хімічний склад
HD216831 належить до ртутно-манганових зір й її зоряна атмосфера має підвищений вміст Hg та Mn.